# Czapla (województwo zachodniopomorskie)
Czapla – wieś w Polsce położona w województwie zachodniopomorskim, w powiecie wałeckim, w gminie Wałcz.
Czapla posiada wydzieloną część wsi Czapla-Młyn.
W latach 1975–1998 miejscowość administracyjnie należała do województwa pilskiego.